# César Pérez Sentenat
El pianista y compositor cubano César Pérez Sentenat (La Habana, Cuba, 18 de noviembre de 1896 - Ibídem, 4 de mayo de 1973) ha sido reconocido como un importante profesor del piano clásico en Cuba.

## Formación profesional
César Pérez Sentenat comenzó sus estudios de piano con Hubert de Blanck, Rafaela Serrano y Antonio Saavedra, y estudió teoría musical con José Molina. En 1922 viajó a París, donde estudió con Joaquín Nin Castellanos, y también estudió pedagogía musical y musicología en la Schola Cantorum. A su regreso a La Habana, entre 1924 y 1926, Sentenat estudió armonía contemporánea con Pedro Sanjuán y Amadeo Roldán. Posteriormente viajó a los Estados Unidos, donde continuó estudiando Pedagogía Musical Infantil con John M. Williams, desde 1939 a 1940. En 1953 viajó a Madrid, donde tomó cursos de Folklore Musical con el profesor Manuel García en el Conservatorio de Madrid.

## Profesor
En 1922, Pérez Sentenat fue nombrado profesor de piano y armonía en el Conservatorio Nacional, y en 1940 sirvió como profesor asociado en la Sherwood music School de Chicago.
Sentenat fungió como profesor en el Conservatorio Municipal de Música, y en 1931 fue nombrado Director de esa institución educacional.  También en 1931, fundó la Escuela Normal de Música junto con el compositor Amadeo Roldán, donde expandió los cursos y organizó una escuela nocturna. El también participó en la fundación del Conservatorio Internacional de Música, dirigido por María Jones de Castro, en colaboración con Caridad Benítez, donde ellos implementaron el primer Kindergarten y el primer Bachillerato musical en Cuba.
En 1945, Pérez Sentenat fue designado como inspector provincial de Música en La Habana, y en 1948 como inspector general. En 1961 fue nombrado profesor de piano y director del Conservatorio Guillermo M. Tomás en Guanabacoa, y en 1965 sirvió como director musical del Consejo Nacional de Cultura y Presidente de la Comisión de la Reforma de la Educación Musical. Entre sus estudiantes se encuentran los reconocidos músicos cubanos Jorge Luis Prats, Salomon Mikowsky, Magaly Ruiz, Juan Piñera y Horacio Gutiérrez. Y el director de cine cubano Tomás Gutiérrez Alea.

## Pianista
En 1933, Pérez Sentenat ejecutó las obras del compositor español Manuel De Falla Noche en los Jardines de España y Concierto para Clavicémbalo y Orquesta, con la Orquesta Filarmónica de La Habana, dirigida por Amadeo Roldán. César Pérez Sentenat ofreció su último concierto de piano en el Palacio de Bellas Artes de La Habana, en 1972, y falleció el 4 de mayo de 1973.

## Compositor
César Pérez Sentenat también se dedicó a la composición musical, pero su actividad en ese campo fue superada por su trabajo como pedagogo. Como compositor, él no produjo un amplio catálogo de obras, y se concentró principalmente en una perspectiva didáctica y una simplicidad estructural. En cuanto a estilo, Sentenat se adhirió a un nacionalismo con acento en elementos rurales.

## Otras actividades
En 1922, Sentenat participó, junto a Gonzalo Roig y Ernesto Lecuona, en la fundación de la Orquesta Sinfónica de La Habana, con la cual colaboró como pianista y Secretario General.  En 1942 él se unió a Amadeo Roldán para crear la Orquesta Filarmónica de La Habana.

## Composiciones musicales
Piezas para piano:
- El jardín de Ismaelillo (Piezas didácticas), 1931
- La pequeña Rebambaramba, 1932
- Transcripción para piano de la Danza de los congos de Amadeo Roldán, 1945
- Transcripción para cuatro manos de las seis Invenciones a dos voces de Juan Sebastián Bach, 1950.
- Dos estampas españolas, 1954
- Carnaval humorístico, 1955
- Suite cubana en sol menor, 1956
- Preludio en todos los tonos, 1957
- Cuatro estampas para un pionero, 1962

Piezas para voz y piano: 
- Martianas, 1931
- Tres canciones campesinas, 1931-1957
- La tierra colorá... de siembra, pregón, 1947
- Tríptico de villancicos cubanos, 1949
- Aguinaldo del negro cristiano, 1952
- Cuatro estampas para un pinero, for singer and piano